# Mulgund
Mulgund è una suddivisione dell'India, classificata come town panchayat, di 18.077 abitanti, situata nel distretto di Gadag, nello stato federato del Karnataka. In base al numero di abitanti la città rientra nella classe IV (da 10.000 a 19.999 persone).

## Geografia fisica
La città è situata a 15° 15' 0 N e 75° 31' 60 E e ha un'altitudine di 674 m s.l.m..

## Società

### Evoluzione demografica
Al censimento del 2001 la popolazione di Mulgund assommava a 18.077 persone, delle quali 9.257 maschi e 8.820 femmine. I bambini di età inferiore o uguale ai sei anni assommavano a 2.625, dei quali 1.370 maschi e 1.255 femmine. Infine, coloro che erano in grado di saper almeno leggere e scrivere erano 9.531, dei quali 5.832 maschi e 3.699 femmine.